# Szent Mihály-templom (Krakkó)

Az egykori Szent Mihály-templom a Wawel térképén

A Szent Mihály-templom (lengyelül: Kościół św. Michała na Wawelu) a megszálló osztrák hatóságok által 1803-1804 folyamán lebontott középkori katolikus templom a krakkói Wawel-dombon.

## Története
A templom formájáról és építésének időpontjáról kevés adat maradt fenn. A lengyel krónikás, Jan Długosz  szerint I. Mieszko lengyel fejedelem idején épült. III. Jenő pápa 1148. évi bullája a kujáviai püspökség tulajdonaként említi, megjegyezve, hogy ekkoriban káptalanként működött. Długosz pedig azt írja róla még, hogy a püspökségnek 1086-ban Judit hercegnő (I. Ulászló lengyel fejedelem félig magyar származású felesége) adományozta. 
A régészeti ásatások román stílusú falmaradványokat tártak fel a templom helyén, ezért egyes kutatók úgy vélik, hogy talán kőből készült. Néhányan azt is feltételezik, hogy a templom története a Piastok előtti időkre nyúlik vissza és különleges szerepe volt. Tadeusz Wojciechowski például úgy gondolja, hogy egy pogány szentély helyén emelték és a Wawel legkorábbi temploma volt. Henryk Łowmianski hipotézise szerint viszont katedrálisként szolgált Krakkó első püspökének, Prohornak.
1355-ben Nagy Kázmér király gótikus stílusban átépíttette. Długosz – akárcsak a szomszédos Szent György-templommal kapcsolatban – erről is feljegyezte, hogy fából készült templom állt a helyén, amiből vélelmezhető, hogy a korábbi kőből készült, román stílusú templom időközben elpusztult. A gótikus templom tégla felhasználásával készült és presbitériuma sokszög alaprajzú volt. A templomhajó boltozatát egyetlen nagy, központi oszlop tartotta. Az épülethez egy másik épület is kapcsolódott, melyben a sekrestye és a kanonok lakása kapott helyet.
A Krakkót megszálló osztrákok a Wawelt katonai célokra rendezték be. 1803-ban megkezdték az épület bontását a szomszédos Szent György-templommal együtt, és egy év múlva már katonai gyakorló tér volt a helyükön. A templomok berendezési tárgyait árverésen értékesítették.
A téglagótikus Szent György-templom egykori helyét napjainkban falmaradványok mutatják a Wawel udvarában.

## Fordítás
- Ez a szócikk részben vagy egészben a Kościół św. Michała na Wawelu című lengyel Wikipédia-szócikk ezen változatának fordításán alapul.  Az eredeti cikk szerkesztőit annak laptörténete sorolja fel. Ez a jelzés csupán a megfogalmazás eredetét és a szerzői jogokat jelzi, nem szolgál a cikkben szereplő információk forrásmegjelöléseként.